# 糸魚川陣屋
糸魚川陣屋（いといがわじんや）とは、越後国頚城郡糸魚川（現在の新潟県糸魚川市横町） に存在した陣屋である。糸魚川藩の藩庁が置かれた。

## 概要
元禄12年（1699年）、本多助芳が出羽村山藩より1万石で入り陣屋を置いた。だが、享保2年（1717年）に助芳は信濃飯山藩へ移封。同年、松平直之は徳川吉宗より1万2200石の所領を与えられて糸魚川藩（越前松平家）の初代藩主となり、横町に陣屋を改装して使用した。

## 構造
藩主・松平家は江戸定府だったため、糸魚川には郡代・奉行・代官などが詰めて統治した。幕末の文久3年（1863年）には陣屋が増築され、その規模は間口で58間、奥行きは15間、表門に門番詰所、地方御役所、郡代屋敷、表門に門番詰所、地方御役所、郡代屋敷、役人長屋などが置かれた。
陣屋の跡地には新潟県立糸魚川商工高等学校があったが、1998年に総合学科への改組により学校は清崎9丁目に移転し、市民会館（横町会館）等が建設された。現在は市民会館の東側一帯に、陣屋土塁が残る。井戸跡もあったが、現在は埋められ舗装道路になっている。

## 交通
- 西日本旅客鉄道・えちごトキめき鉄道 糸魚川駅から徒歩7分